# スギゴケ
スギゴケ（杉苔、Polytrichum juniperinum）は、コケ植物の一種。厳密にはスギゴケ属の1種 Polytrichum juniperinum の標準和名をスギゴケとするが、一般には、スギゴケ属（Polytrichum）および近縁のニワスギゴケ属(Pogonatum)、またはスギゴケ科に属する種の総称として用いることもある。総称としてのスギゴケについてはスギゴケ類を参照。

## 概要

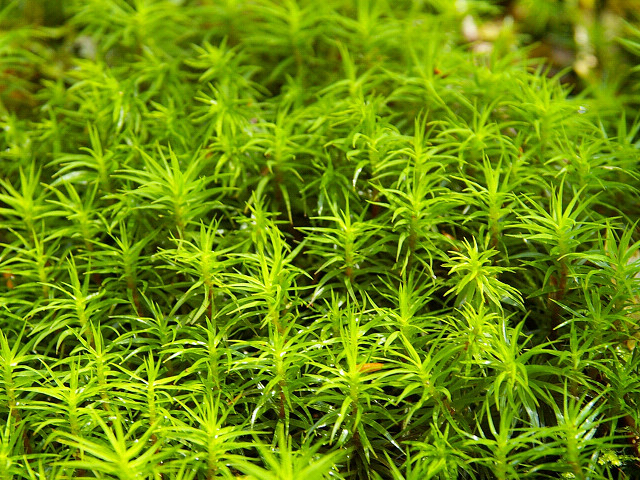
オオスギゴケ

茎が直立する茎葉体で、細めの葉がその周りにならんでいるようすが、スギの枝のように見えなくもない。地上に密生して群落を作る。さく柄は真っ直ぐに上に伸び、さく（胞子嚢）は円柱形にちかく、帽は上にとがっている。表面が下向きの長い毛に覆われていることが多い。
スギゴケやその近縁種は日本では比較的海抜の高い場所に見られる。身近に見られるスギゴケとされる種の多くは、コスギゴケ(Pogonatum inflexum、カギバニワスギゴケとも)であることが多い。また、大型で10cmを越えるウマスギゴケ（Polytrichum commune Hedw.）やオオスギゴケ（Polytrichum formosum Hedw.）が日本庭園によく使われている。

近縁のハミズゴケ(Pogonatum spinulosum)は、茎葉体が退化し、ほとんどさくの基部にかすかに見えるだけである。光合成はよく発達した原糸体が行なう。そのため、周囲の地表が緑色になる。